# Bitwa pod Pyzdrami (1331)
Bitwa pod Pyzdrami – przed przygotowywaną wielką wyprawą na Polskę planowaną wraz z królem czeskim Janem Luksemburskim na wrzesień 1331, Krzyżacy urządzili w głąb Polski kolejną rejzę. Celem Krzyżaków było porwanie i wzięcie do niewoli syna Władysława I Łokietka, królewicza Kazimierza przebywającego w Pyzdrach. Na czele wojsk krzyżackich stanęli wielki marszałek Dietrich von Altenburg oraz komtur ziemi chełmińskiej Otto von Lauterberg.
22 lipca 1331 siły krzyżackie przekroczyły Wisłę pod Wyszogrodem i krwawym szlakiem przez Bydgoszcz, Inowrocław, Słupcę dotarły 27 lipca pod Pyzdry. Miasto zostało podstępem zdobyte, jednakże królewicza Kazimierza w Pyzdrach już nie było. Zdążył wcześniej gród opuścić i udać się do zgromadzonego nieopodal miasta rycerstwa wielkopolskiego i pospolitego ruszenia. Uratowanie życia poprzez pomoc w ucieczce przyszłego króla spowodowało srogie potraktowanie miasta i jego mieszkańców przez Krzyżaków. Pyzdry zostały splądrowane i spalone. Na czele wojsk zgromadzonych pod Pyzdrami stał wojewoda poznański Wincenty z Szamotuł.
Po połączeniu się wojsk Wincentego z Szamotuł z oddziałami wspierającymi udaną obronę Inowrocławia nastąpiło uderzenie na rycerzy zakonu krzyżackiego. Siły polskie były jednak zbyt słabe na rozbicie oddziałów krzyżackich i po poniesieniu dotkliwych strat wycofały się, unikając bezpośrednich starć za podążającymi na zachód w kierunku Poznania siłami krzyżackimi.